# 近江台
近江台（おうみだい）は、滋賀県湖南市にある地名。現行行政地名は近江台一丁目及び近江台二丁目。

## 地理
湖南市の北西部に位置し、菩提寺に囲まれている。また、町内のほとんどが住宅地になっている。

## 歴史
- 2008年（平成20年）11月4日 - 菩提寺の一部を分離し、近江台一丁目及び近江台二丁目を設置[1]。

## 世帯数と人口
2022年（令和4年）4月1日現在（湖南市発表）の世帯数と人口は以下の通りである。
| 町丁   | 世帯数  | 人口  |
| ------ | ------- | ----- |
| 近江台 | 198世帯 | 427人 |

### 人口の変遷
国勢調査による人口の推移。
| 2010年（平成22年） | 464人 | [ 6 ] |  |
| 2015年（平成27年） | 459人 | [ 7 ] |  |
| 2020年（令和2年）  | 402人 | [ 8 ] |  |

### 世帯数の変遷
国勢調査による世帯数の推移。
| 2010年（平成22年） | 168世帯 | [ 6 ] |  |
| 2015年（平成27年） | 176世帯 | [ 7 ] |  |
| 2020年（令和2年）  | 166世帯 | [ 8 ] |  |

## 学区
市立小・中学校に通う場合、学区は以下の通りとなる。
| 番・番地等 | 小学校                 | 中学校               |
| ---------- | ---------------------- | -------------------- |
| 全域       | 湖南市立菩提寺北小学校 | 湖南市立甲西北中学校 |

## 交通
- 滋賀県道22号竜王石部線

## その他

### 日本郵便
- 郵便番号 : 520-3245[4]（集配局：甲西郵便局[10]）。